# Dürrer Fuchs

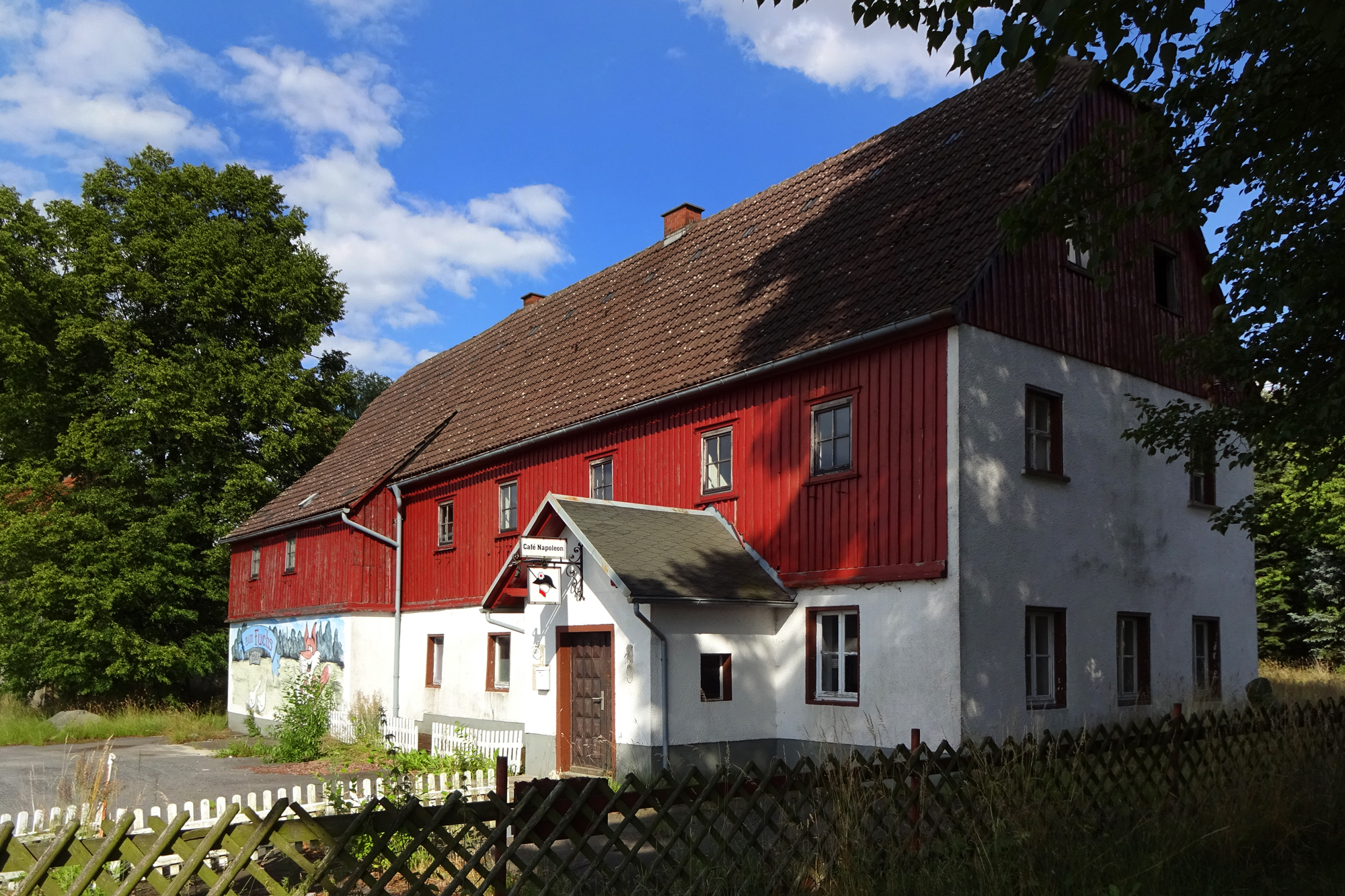
Das ehemalige Gasthaus

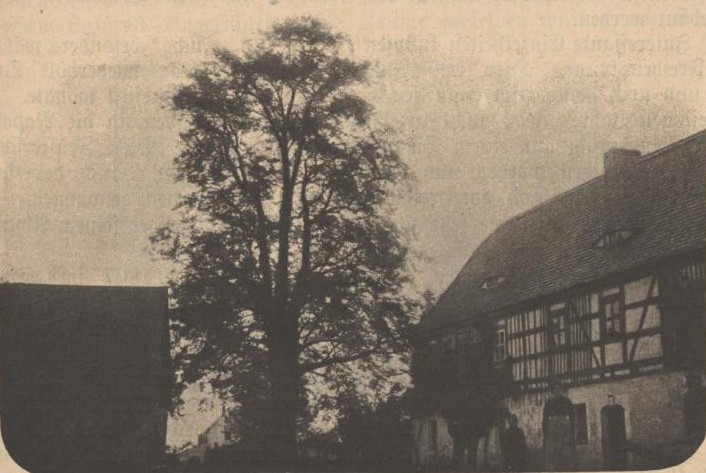
Ansicht um 1900

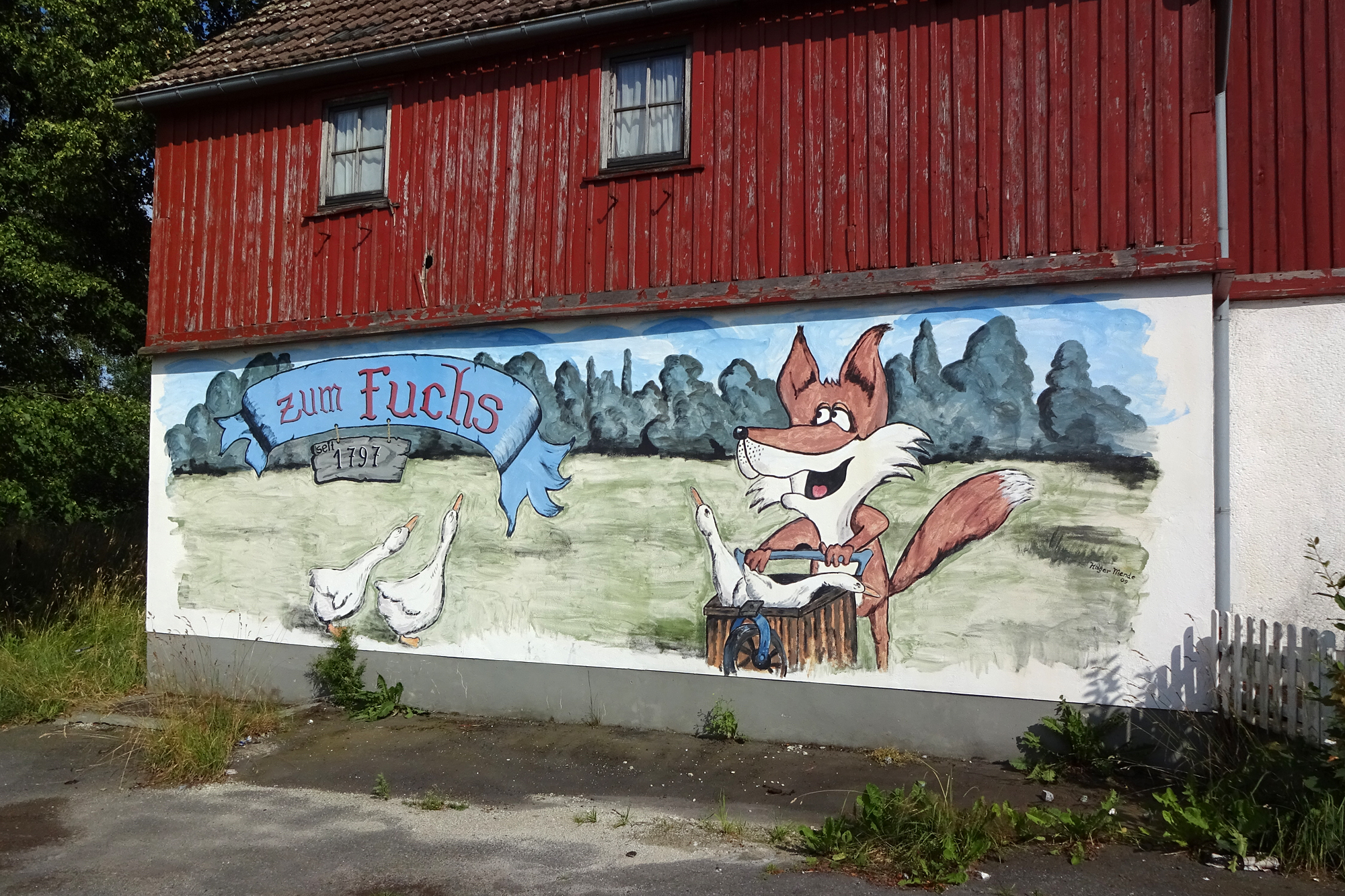
Gemälde an der Fassade

Dürrer Fuchs (auch Zum dürren Fuchs oder kurz Zum Fuchs) ist der Name eines ehemaligen Gasthauses im Großharthauer Ortsteil Schmiedefeld in Sachsen. Das direkt an der Bundesstraße 6 zwischen dem Schmetterholz und Großharthau gelegene, 1796 als Ersatzneubau errichtete Gebäude steht unter Denkmalschutz.

## Geschichte
Im Zuge der Errichtung der Verbindungsstraße zwischen Dresden und Bautzen im 12. Jahrhundert wurden entlang der Strecke verschiedene Gasthäuser und Unterkünfte für die Reisenden erbaut. Um diese Zeit wurde auch an der Stelle des späteren Wirtshauses eine Gastwirtschaft und eine Feldschmiede eröffnet. Diese Gebäude bildeten sowohl den Ursprung als auch den Namensgeber für das Dorf Schmiedefeld. Wie die Gastwirtschaft damals bezeichnet wurde, ist nicht überliefert. Für das Jahr 1678 ist der Name Feld Schencke zum weißen Fuchße überliefert, 1699 ist zum ersten Mal Der Dürre Fuchs verzeichnet. Etwa ab 1740 bis in die Hälfte des 19. Jahrhunderts hieß das Anwesen Wirths Hauß zum dreyen Linden, benannt nach drei Lindenbäumen, die vor dem Gasthaus standen. Um das Jahr 1850 ließ der damalige Gastwirt Richter die Bäume abholzen, daraufhin wurde der Name Dürrer Fuchs wieder etabliert.
Die Straße zwischen Dresden und Bautzen wurde als Heer- und Handelsstraße rege genutzt. So kam es zum Beispiel während des Siebenjährigen Krieges in den Jahren 1757 und 1758 zu Kampfhandlungen der preußischen Truppen am Dürren Fuchs.
Im Jahr 1796 wurde das heute erhaltene Gebäude an der Stelle des Vorgängerbauwerks errichtet. Beim Bau wurde neben dem Gasthaus auf die großzügige Anlage von Pferdestallungen geachtet, da der Dürre Fuchs bis zur Eröffnung der Bahnstrecke Görlitz–Dresden im Jahr 1846 durch die in Schmiedefeld gelegene Posthalterei eine stark frequentierte Einrichtung war, die von zahlreichen Postkutschern, Fuhrleuten und Reisenden aufgesucht wurde. Auch Kaufleute aus dem Osten des Landes, die zur Leipziger Messe reisten, nahmen oft Quartier im Gasthaus.
Von den Napoleonischen Kriegen war der Dürre Fuchs ebenfalls betroffen. Zehn Tage nach dem Frieden von Tilsit, der den Vierten Koalitionskrieg beendete, kehrte Napoleon Bonaparte zum ersten Mal in den Dürren Fuchs ein, auch der russische Kaiser Alexander I. besuchte mehrfach die Gastwirtschaft. Im Zuge des Russlandfeldzugs 1812 wurde die Gastwirtschaft von durchziehenden französischen Soldaten geplündert. Während der Befreiungskriege kam es im Mai 1813 zu schweren Gefechten zwischen russischen und französischen Truppen auf dem nahe gelegenen Kapellenberg und in Schmiedefeld, welche auch den Dürren Fuchs in Mitleidenschaft zogen. Die Franzosen hatten das Gasthaus befestigt, wodurch es als eines der wenigen Gebäude in der Gegend benutzbar blieb. Daraufhin wurde der Fuchs zum Lazarett umfunktioniert, das als Zwischenstation für den Transport der kranken und verwundeten Soldaten in das Hauptlazarett nach Dresden diente.

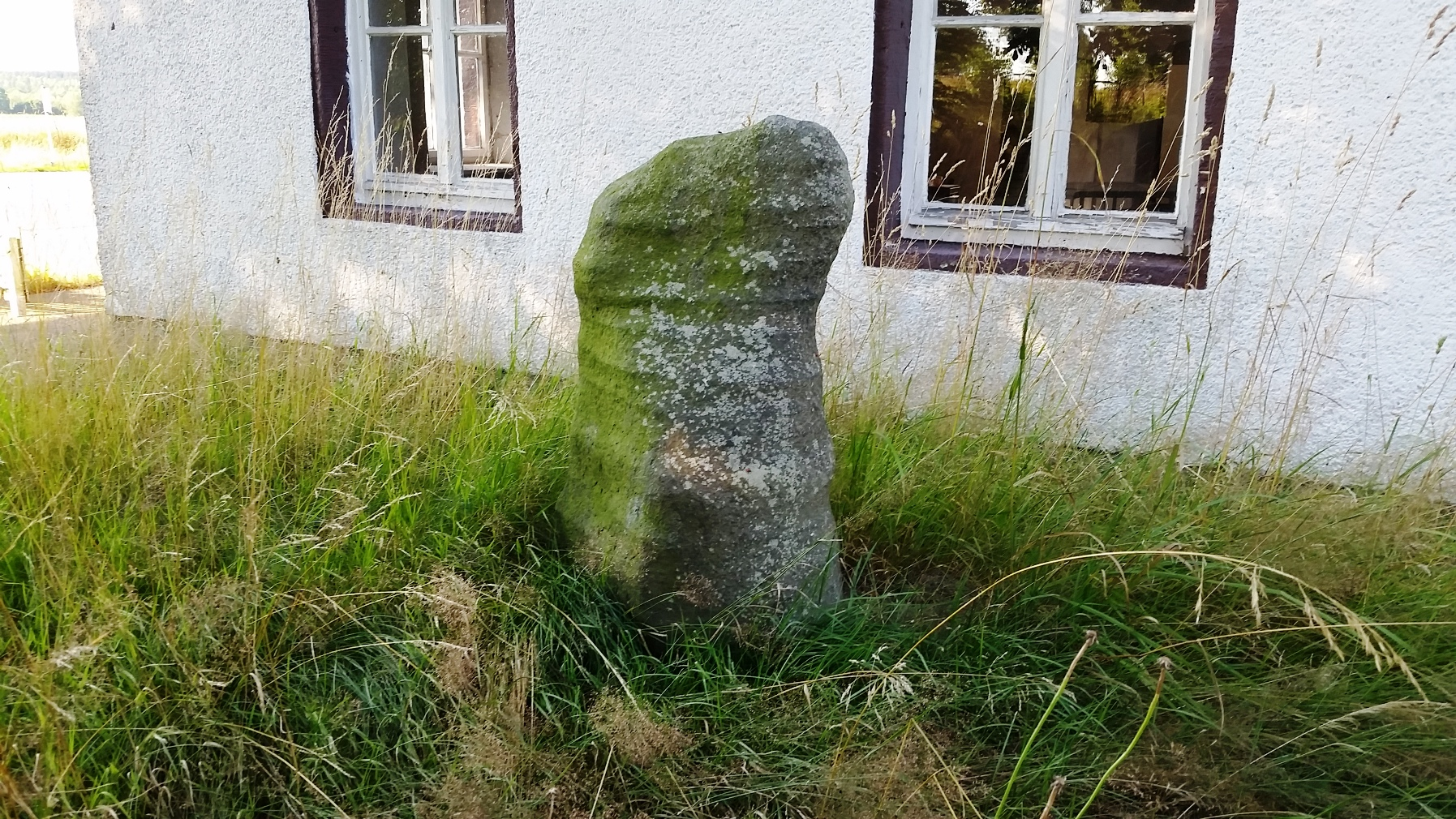
Findling am Dürren Fuchs

Am Westgiebel des Hauses steht seit 1913 ein etwa 80 mal 50 Zentimeter großer Stein, der bei seiner Entdeckung auf einem nahegelegenen Feld für einen Meteoriten gehalten wurde. Untersuchungen des Steins ergaben jedoch, dass es sich um einen quarzitischen Sandstein handelt, der während eines der letzten Eiszeitalter durch die Vergletscherung aus dem Lausitzer Braunkohlerevier in die Schmiedefelder Flur transportiert wurde.
Zu Zeiten der DDR war im Dürren Fuchs eine polytechnische Ausbildungsstätte untergebracht, die zum Schulkombinat Schmiedefeld/Seeligstadt gehörte.
Nach der Wende wurde in dem Gebäude ein Café mit dem Namen Café Napoleon eröffnet. Heute (Stand 2016) steht das ehemalige Gasthaus leer.

## Sonstiges
Das Zimmer, in dem Napoleon im Fuchs übernachtete, wurde Gästen und Besuchern oft als Attraktion vorgeführt. Bis zum Ende des 19. Jahrhunderts soll es darin ein Fenster gegeben haben, in dessen Scheibe Napoleon persönlich seinen Namen mittels eines Diamanten geritzt hatte, dieses ging jedoch verloren.